# Vanhoeffenura pulchra
Vanhoeffenura pulchra là một loài chân đều trong họ Munnopsidae. Loài này được Hansen miêu tả khoa học năm 1897.